# بولز إدوارد بيريس ديرانياغالا
بولز إدوارد بيريس ديرانياغالا (1900 - 1976) عالم من سريلانكا اختص في دراسة علم الحيوان وعلم الأحياء القديمة. من 1939 إلى 1963 كان مدير متحف كولومبو الوطني، ومن 1961 إلى 1964 كان أيضا عميد كلية الآداب في جامعة سري جيووردنيبورا.